# Amantaní
L'île d’Amantaní se trouve sur le lac Titicaca, au Pérou. De forme circulaire, elle a une superficie de 9,28 km2, et une population de 3 663 habitants répartis en 800 familles. Elle est parfois appelée « île du Kantuta », parce qu'on y trouve en abondance la Cantua buxifolia, que la Bolivie et le Pérou ont choisi comme plante-emblème. 

## Présentation
L'île dispose de deux pics, le Pachatata (la "terre de père") et le Pachamama (la "terre mère"), avec des ruines Inca et Tiwanaku sur leur sommet. Les collines sont en terrasses principalement travaillées à la main et plantées de blé, de quinoa, de pommes de terre et d'autres légumes. 
Les temples au sommet des pics sont généralement fermés au cours de l'année. L'entrée est autorisée le 20 janvier, le jour de la fête annuelle, au cours de laquelle la population de l'île se divise en deux, chaque groupe de population rejoignant son temple respectif. Une course est alors organisée depuis chaque pic à un point situé quelque part entre les deux sommets, et un représentant de chaque groupe est choisi pour faire la course. Selon la tradition, une victoire pour Pachamama laisse présager une abondante récolte dans l'année à venir.
Comme les habitants de l'île de Taquile, les habitants d'Amantani sont aussi connus pour leurs textiles, ainsi que leurs céramiques. La plupart des habitants vivent dans des maisons de pisé. Il y a un petit centre de santé et une école sur Amantaní et, alors qu'il n'y a pas d'hôtels sur l'île, certaines familles proposent des repas et l'hébergement pour les touristes. En retour, les clients sont censés apporter comme cadeau de la nourriture (par exemple de l'huile de cuisine, du riz ou des fruits - le sucre et les sucreries en général étant déconseillés car les soins dentaires sont inhabituels sur cette île). L'île n'a pas de voitures. On y trouve un générateur électrique, mais il n'est plus fonctionnel.